# Marí de Flàvia Neàpolis
Marí de Flàvia Neàpolis (grec antic: Μαρῖνος ὁ Νεαπολίτης)  (Nablus, c. 440 - Atenes, c. 500) va ser un filòsof i retòric grec nascut a Flàvia Neàpolis (actualment Nablus), a Palestina, era, doncs, un samarità que es va convertir al politeisme. Va ser deixeble i successor de Procle a l'Acadèmia platònica i, a la seva mort, el va succeir com a cap de l'Acadèmia. Sobre Procle va escriure una biografia hagiogràfica que s'ha conservat fins als nostres dies. Va escriure a més dues obres astronòmiques i un comentari a les Dades d'Euclides que també s'han conservat.
Un epigrama sobre la vida de Procle es conserva a l'Antologia grega. Procle va morir el 485 però Marí li va sobreviure i encara vivia en temps d'Anastasi I Dicor (491-518).